# КК Арис
Кошаркашки клуб Арис (гр. K.A.E. Άρης) грчки je кошаркашки клуб из Солуна. Тренутно се такмичи у Првој лиги Грчке и у Еврокупу. 

## Историја
Клуб је основан 1922, а своју прву титулу грчког првака освојио је 1930. године. На други наслов чекали су до 1979. године. До своје прве двоструке титуле клуб је стигао 1985, када је освојио грчко првенство и куп. Највећа достигнућа у својој историји Арис је имао у периоду од 1985. до 1991, када је освојио седам узастопних титула грчког првака. Године 1985. стигао је до полуфинала Купа Радивоја Кораћа. У 1990-им клуб значајно слаби и у том периоду је освоји само Куп Рајмунда Сапорте (1993) и Куп Радивоја Кораћа (1997). У 21. веку Арис је освојио ФИБА Еврокуп челенџ 2003. и грчки куп 2004. године.

## Успеси

### Национални
- Првенство Грчке:
  - Првак (10): 1930, 1979, 1983, 1985, 1986, 1987, 1988, 1989, 1990, 1991.

- Куп Грчке:
  - Победник (8): 1985, 1987, 1988, 1989, 1990, 1992, 1998, 2004.
  - Финалиста (6): 1984, 1993, 2003, 2005, 2014, 2017.

- Суперкуп Грчке:
  - Победник (1): 1986.

### Међународни
- Куп Рајмунда Сапорте:
  - Победник (1): 1993.

- Еврокуп:
  - Финалиста (1): 2006.

- Куп Радивоја Кораћа:
  - Победник (1): 1997.

- ФИБА Еврокуп челенџ:
  - Победник (1): 2003.

## Учинак у претходним сезонама
| Сез.     | Првенство Грчке | Куп Грчке    | Европско такмичење      | Европско такмичење |
| -------- | --------------- | ------------ | ----------------------- | ------------------ |
| 2022/23. | Четвртфинале ПО | Четвртфинале | —                       |                    |
| 2023/24. | —               | —            | Еврокуп — Осмина финала |                    |

## Познати играчи
- Никос Галис
- Жарко Паспаљ
- Мирослав Пецарски
- Стојко Вранковић
- Боби Браун
- Дејан Боровњак
- Алан Грегов
- Брајант Данстон
- Панајотис Јанакис
- Драган Лабовић
- Костас Папаниколау
- Иван Паунић
- Здравко Радуловић
- Мирослав Раичевић
- Благота Секулић

## Познати тренери
- Душан Ивковић
- Владе Ђуровић
- Драган Шакота